# Bojong Catang
Bojong Catang is een bestuurslaag in het regentschap Serang van de provincie Banten, Indonesië. Bojong Catang telt 4528 inwoners (volkstelling 2010).